# LOLLIPOP哪裡怕
《LOLLIPOP 哪裡怕》是台灣Channel [V] 娛樂台所播出的綜藝節目，於2007年10月27日開始播映，晚上9點播出。節目由Lollipop F、JPM的成員小傑、王子主持，是以協助青少年解決困難為目標。於2008年4月19日第二十四集之節目後宣佈，「哪裡怕戰士」已收集好燃料返回「哪裡怕星球」，稍後會再返回地球，意指《LOLLIPOP 哪裡怕》會停播一段時間，稍後會重新推出；但Lollipop F、JPM成員曾在模范棒棒堂上提及過，《哪裡5打抗》其實是本節目的延續。

## 節目性質
《LOLLIPOP 哪裡怕》由6位「哪裡怕戰隊」主持，團長為敖犬。本節目為真人秀，模擬外星戰士意外墜落在台灣，為了尋找星空傳煤和瞭解地球人，6位戰士先從與自己年紀相仿的學生接觸，開始和學生一起體驗學校生活，並意外發現地球上有許讓人驚奇的新奇事物，還有年輕學子賦予的任務，於是戰士們決定一一挑戰，並將地球的新鮮事通通挖出來。

## 角色介紹
| 角色 | 職位              | 簡介                            |
| ---- | ----------------- | ------------------------------- |
| 敖犬 | 哪裡怕戰艦 艦長   | 哪裡炮主攻手 星球第一美男子     |
| 小煜 | 哪裡怕戰艦 武器官 | 星球唱歌比賽第一名 精通各項武器 |
| 威廉 | 哪裡怕戰艦 副駕駛 | 蠻力無窮 星球最樂天的人         |
| 阿緯 | 哪裡怕戰艦 正駕駛 | 駕駛技術二流 但總是逢凶化吉     |
| 小傑 | 哪裡怕戰艦 外交官 | 官腔一哥 舌燦蓮花 說服高手      |
| 王子 | 哪裡怕戰艦 書記官 | 資料搜尋專家 星球中有十億粉絲   |

## 播出時間
[V]娛樂（台灣）
首播：

- 台灣、香港、新加坡同步
  - 2007年10月27日起：每週六晚上9時（第一季）
  - 2008年6月28日起：每週六晚上10時（重播第一季）
  - 2009年6月6日起：每週六晚上8時（重播第一季）

重播：

- 台灣
  - 每週日凌晨12時、下午2時、晚上10時
  - 每週三下午3時
  - 每週六上午11時（重播上一集）
  - 2009年6月6日起：每週日下午3時及晚上9時（重播第一季）
- 香港、新加坡
  - 每週日凌晨4時（重播上一集）、下午2時、晚上10時
  - 每週一凌晨2時、上午10時
  - 每週六下午4時（重播上一集）
  - 2009年6月6日起：每週六晚上8時（重播第一季）

## 節目內容
每集設有一個主題，以下是各集主題列表：

### 主題內容
| 集數                                 | 首播日期       | 主題名稱                     | 附註                                                                               |
| 第1話                                | 2007年10月27日 | 小女孩孤单的烦恼             | 阿本、小馬、毛弟、牙膏客串演出                                                     |
| 第2話                                | 2007年11月3日  | 全社團只有八個人             |                                                                                    |
| 第3話                                | 2007年11月10日 | 渴望男人愛的男人婆           |                                                                                    |
| 第4話                                | 2007年11月17日 | 拯救少女騎車恐懼症           |                                                                                    |
| 第5話                                | 2007年11月24日 | 掃垃圾也能掃出名堂?!         | 模范棒棒堂前成員小T和個案主角就讀同一所高中（南強工商） 戰士們在執行委託前前往探望 |
| 第6話                                | 2007年12月1日  | 哪裡怕戰士動物場初體驗       |                                                                                    |
| 第7話                                | 2007年12月8日  | 全台最另類學生               |                                                                                    |
| 第8話                                | 2007年12月15日 | 我們樂團缺主唱               |                                                                                    |
| 第9話                                | 2007年12月22日 | 尋找傳說中的水底烏金         |                                                                                    |
| 第10話                               | 2007年12月29日 | 哪裡怕戰士趕雞羊             |                                                                                    |
| 第11話                               | 2008年1月5日   | 蛇來蛇去大挑戰               | 小傑因為未能克服對蛇的恐懼，須要中途退出錄影                                       |
| 第12話                               | 2008年1月12日  | 迎接鼠年!戰士飢不擇鼠        |                                                                                    |
| 2008年1月19日及1月26日為重播先前集數 |                |                              |                                                                                    |
| 第13話                               | 2008年2月2日   | 哪裡怕戰士大戰少林武僧       |                                                                                    |
| 第14話                               | 2008年2月9日   | 初三上山戰鬥蜈蚣             |                                                                                    |
| 第15話                               | 2008年2月16日  | 哪裡怕戰士化身西部牛仔       |                                                                                    |
| 第16話                               | 2008年2月23日  | 哪裡怕PK挑戰賽（台中）       | 關主：阿傑（黑角）                                                                 |
| 第17話                               | 2008年3月1日   | 哪裡怕PK挑戰賽2（公館）      | 關主：阿本、小禄；來賓：李千那、黃美珍                                             |
| 第18話                               | 2008年3月8日   | 哪裡怕PK挑戰賽3（淡水）      | 阿本代替請病假的敖犬擔任代理艦長；關主：小祿、Terry                                |
| 第19話                               | 2008年3月15日  | 哪裡怕PK挑戰賽4（台中）      | 關主：圍爐                                                                         |
| 第20話                               | 2008年3月22日  | 哪裡怕終極大懲罰             | 關主：阿本 小禄                                                                    |
| 第21話                               | 2008年3月29日  | 哪裡怕超激地獄體育館         |                                                                                    |
| 第22話                               | 2008年4月5日   | 哪裡怕超激地獄體育館90分鐘版 | 王子因被胡椒粉用到眼睛，而中途退出本集的錄影                                       |
| 第23話                               | 2008年4月12日  | 哪裡怕西門町PK大暴走         | 與CIRCUS一起挑戰                                                                   |
| 第24話                               | 2008年4月19日  | LOLLIPOP師大夜市大暴走       | 同樣與CIRCUS一起挑戰                                                               |